# 旅館寿恵比楼

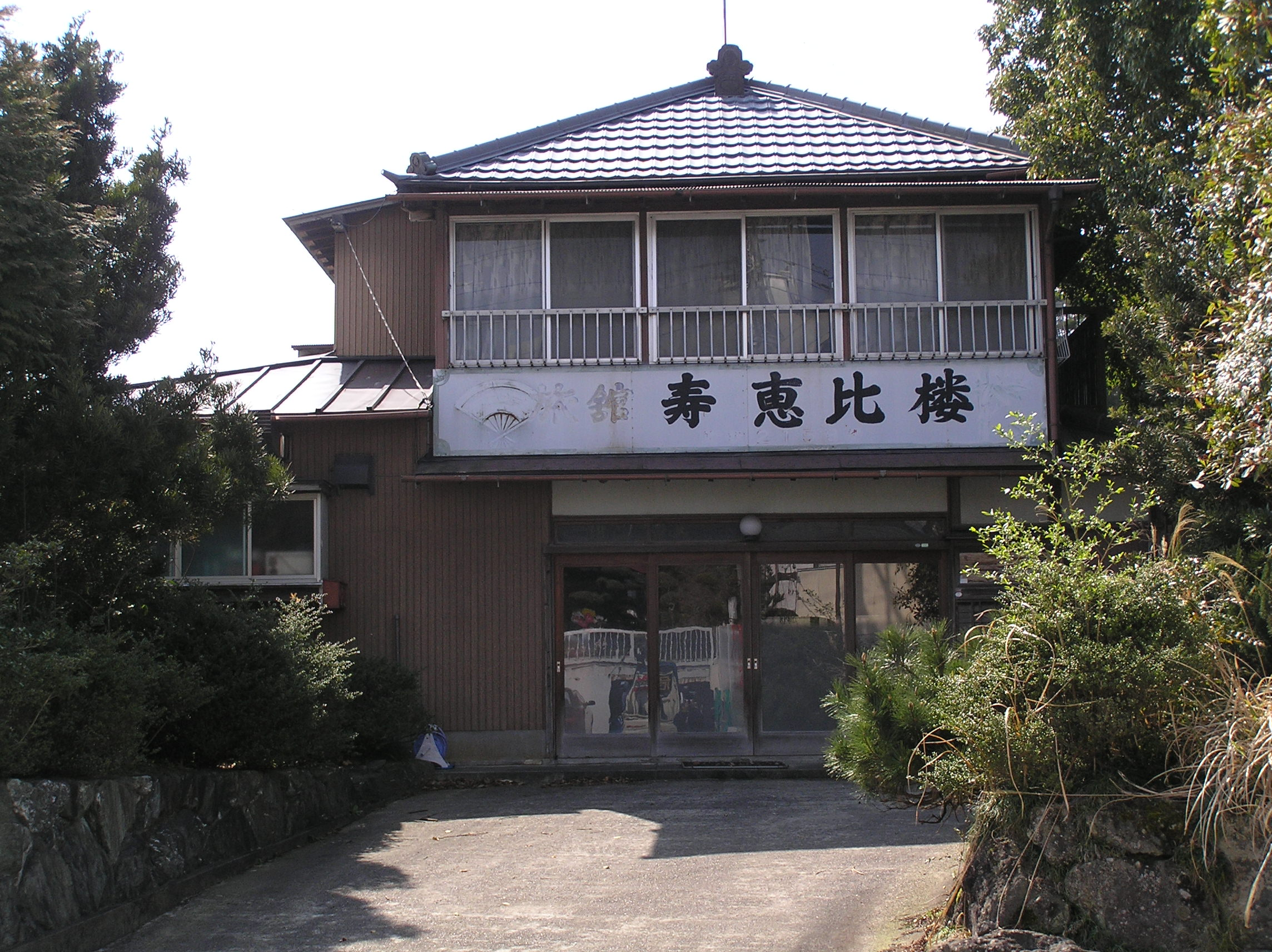
寿恵比楼旅館

旅館寿恵比楼（りょかんすえひろ）は千葉県夷隅郡大多喜町でかつて営業していた旅館。漫画家の白土三平やつげ義春らが滞在したことで知られる。

## 概要
夷隅川のほとりにある大きな木造の2階建ての建物で、現在は廃業して、旅館として使われていた建物は2019年12月に取り壊されている。すぐ向かって左側にはバス会社の車庫がある。道を挟んで食堂があったが、こちらも廃業しており周囲に目立つものもなく、あたりは夷隅川を中心に、郊外ののどかな光景が広がる。白土三平が定宿にしていたことで知られるが、特に白土に誘われ宿泊したつげ義春と関係深い宿である。つげが宿泊したのは、2階のいちばん奥の六畳間である。大広間の横には大きな柱時計がかかっていたが、これはのちにつげ義春によって『初茸がり』に描かれることになる。

## 交通
公共交通機関
- いすみ鉄道大多喜駅から徒歩約15分。
- グーグル地図

## つげ義春と寿恵比楼旅館

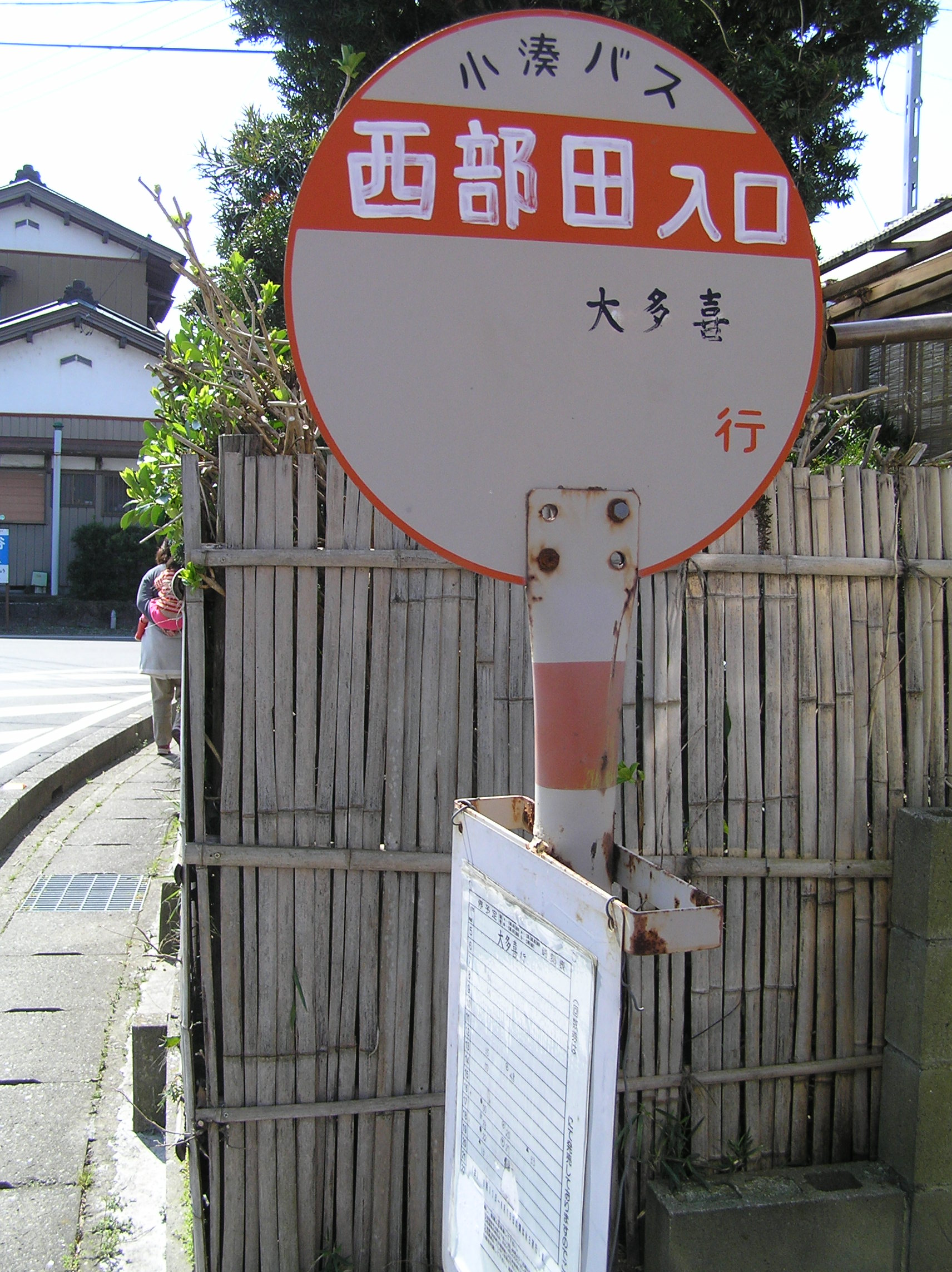
西部田村入口バス停

寿恵比楼旅館は、つげ義春の数少ない作品の中でも多くの作品を産むきっかけとなった旅館である。1965年（昭和40年）9月末ごろ、漫画家のつげ義春が白土三平とともにこの旅館に滞在した。当時の白土は『週刊少年マガジン』に連載していた『ワタリ』のコマ割りを手がけており、ここでの出来事や空想がヒントとなって生まれたのが、以下のつげの作品群である。
関連作品
- 「不思議な絵」（この滞在中に書き上げた）
- 「沼｣（1966年2月）
- 「初茸がり」（1966年4月）
- 「紅い花」（1967年10月）
- 「西部田村事件」（1967年12月）

以上の作品の中での特につげの作風を大きく転換させるきっかけとなった作品である、「沼」に登場する少女のモデルとなったのがこの旅館の当時17 - 18歳の娘であった。美人でありながら千葉の方言を臆することなく口にするこの少女に、つげは奇妙な違和感とエロティックな感覚を持ったと述懐する。またすぐ脇を流れる夷隅川のよどんだ感じが「沼」のイメージを呼び起こしたともいわれている。
メルヘンティックな小品「初茸がり」は、旅館の母屋の大広間の横に置かれていた大きな柱時計がヒントになって生まれた。主人公の少年、正太が翌日の初茸がりに興奮して眠れず、いつしか柱時計の振り子の下に入って寝てしまうという話である。実際は子供が入りこめるほどの大きさではなかったが、つげの感興を喚起したらしい。また、作中でバックの黒い山の中に一部だけ雨が降っているように見える印象的なコマがあるが、この旅館の窓から見た「天気雨みたいに陽が差していた」（つげ義春談『つげ義春漫画術』）光景がヒントになっている。また、実際に白土と初茸がりに出かけたものの収穫はなかったらしい。

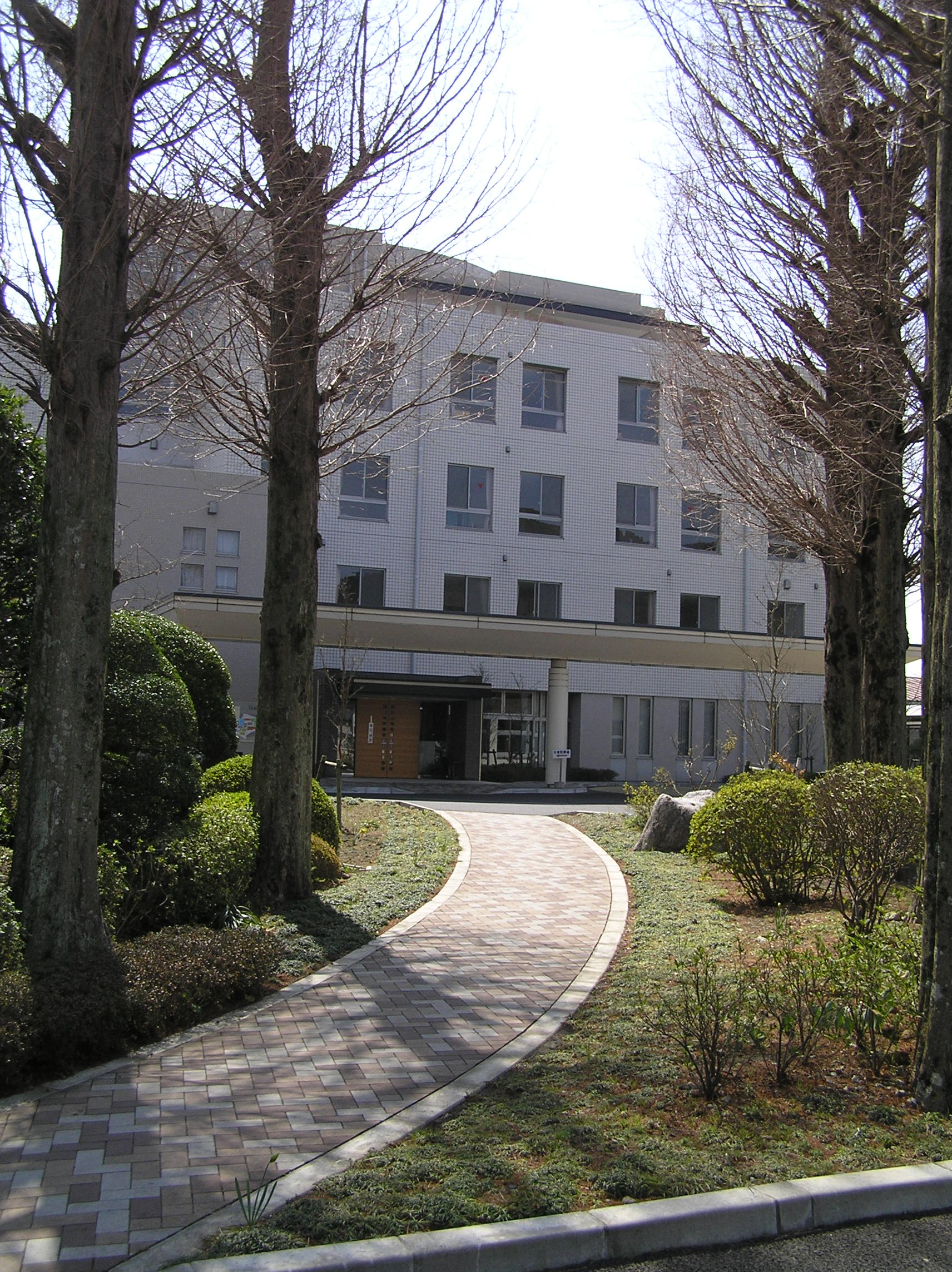
現在の大多喜病院（西部田村）

その2年後の1967年4月には友人と再び訪れ、隣室に泊まっていたバスガイドの発した言葉「えいっ、腹が立つ、突っ張る」がヒントになり、代表作である「紅い花」の中でキクチサヨコの台詞として利用した。また、つげがどてらを着て寝ようとしたところ前述の宿の少女が「どてらを着て寝ると切ない」といったが、これを「もっきり屋の少女」にて少女のセリフに利用した。
なお、実在の地名や精神科病院をモチーフにした作品「西部田村事件」の舞台となった西部田村は、寿恵比楼旅館から南方に徒歩20 - 30分であり、未だにのどかな田園地帯の趣である。作中では夷隅川沿いの小さな療養所（西部田療養所）として描かれている精神科病院は、今は大多喜病院という近代的な鉄筋コンクリートの新しい病院となっている。また、脱走した患者が夷隅川で足を嵌めて抜けなくなった、杭を打ち込んだ場所である蟹取橋の堰も近くに存在する。実際には、杭穴に足を落としたのは、釣りをしていた白土であるという。

## 周辺情報
大多喜の町の中心部には大多喜城があるほか、近年は周辺の古い町並みなどを整備し、町ぐるみで観光に力を入れている。

## ギャラリー

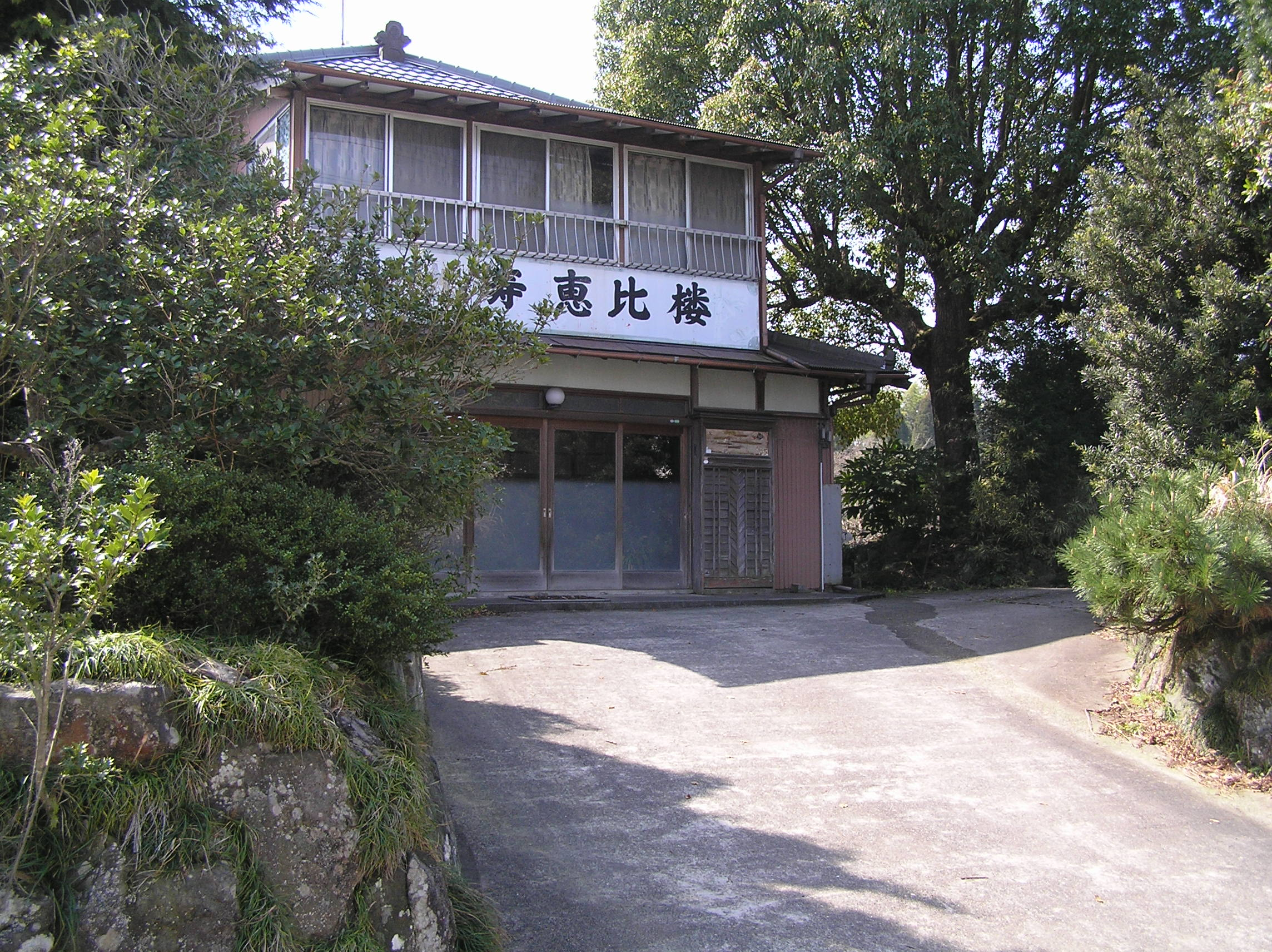
寿恵比楼旅館
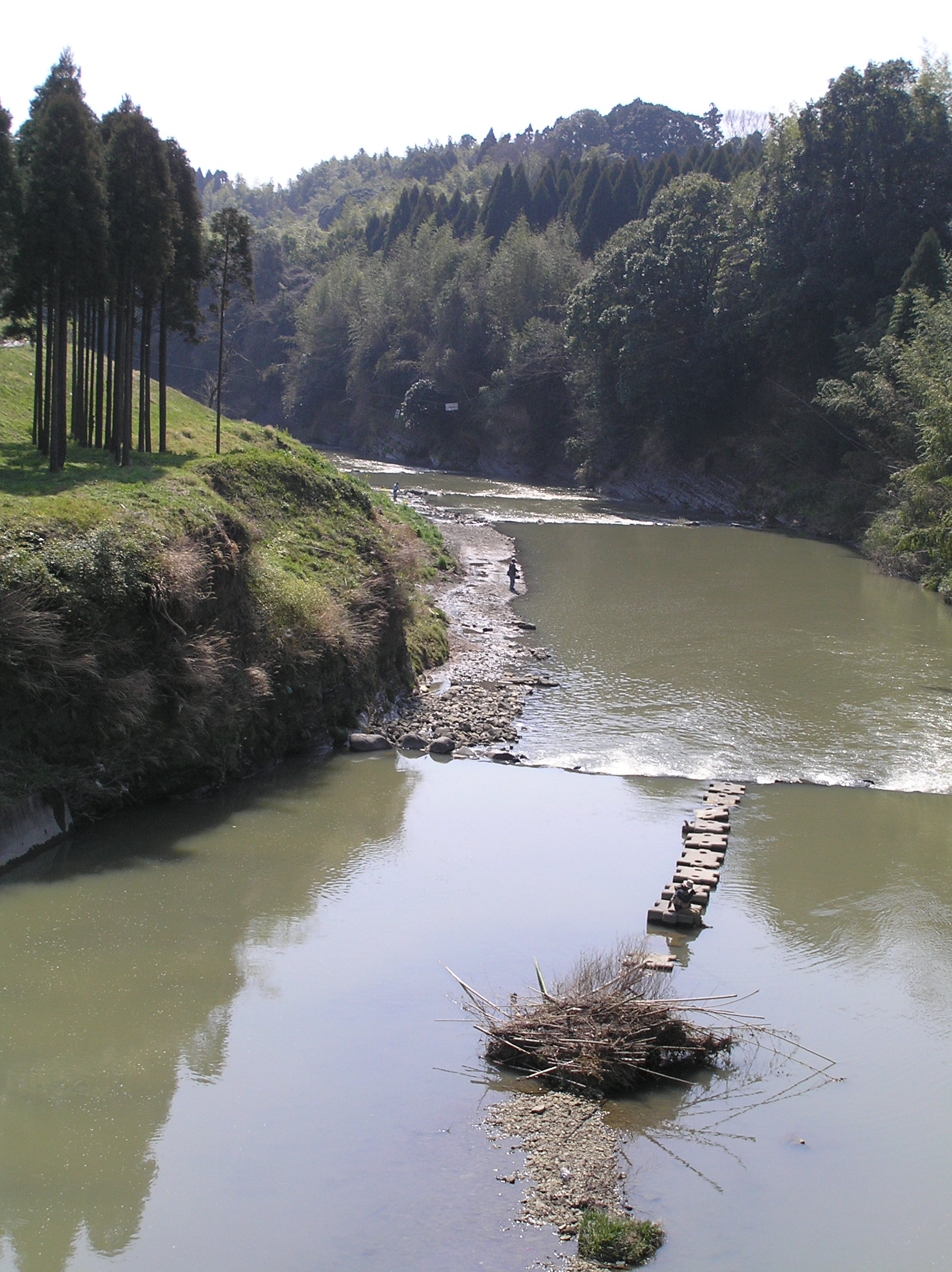
寿恵比楼旅館のすぐ横を流れる夷隅川
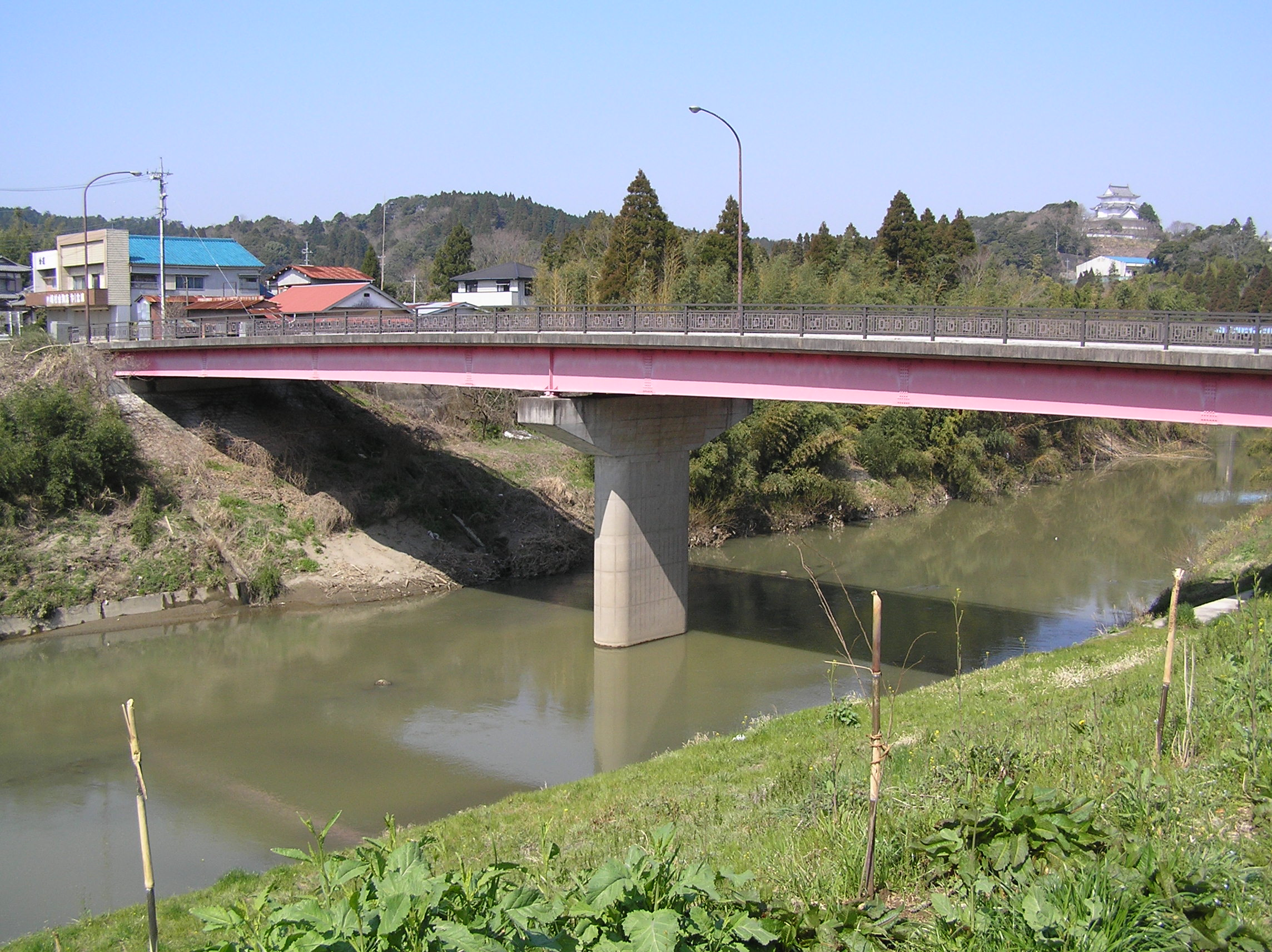
夷隅川に架かる橋
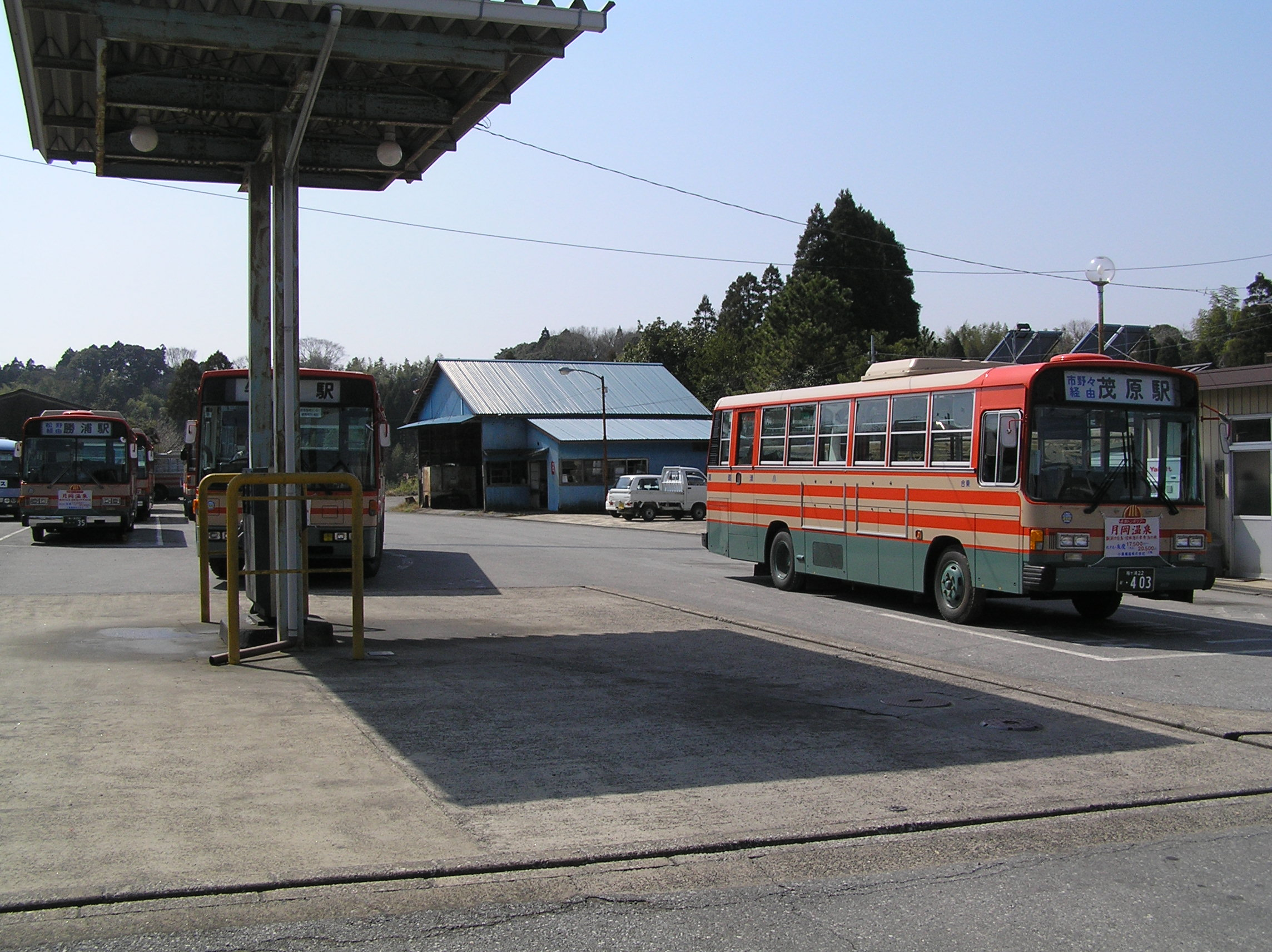
『紅い花』を生むきっかけとなったバスガイドの勤めるバス会社の車庫
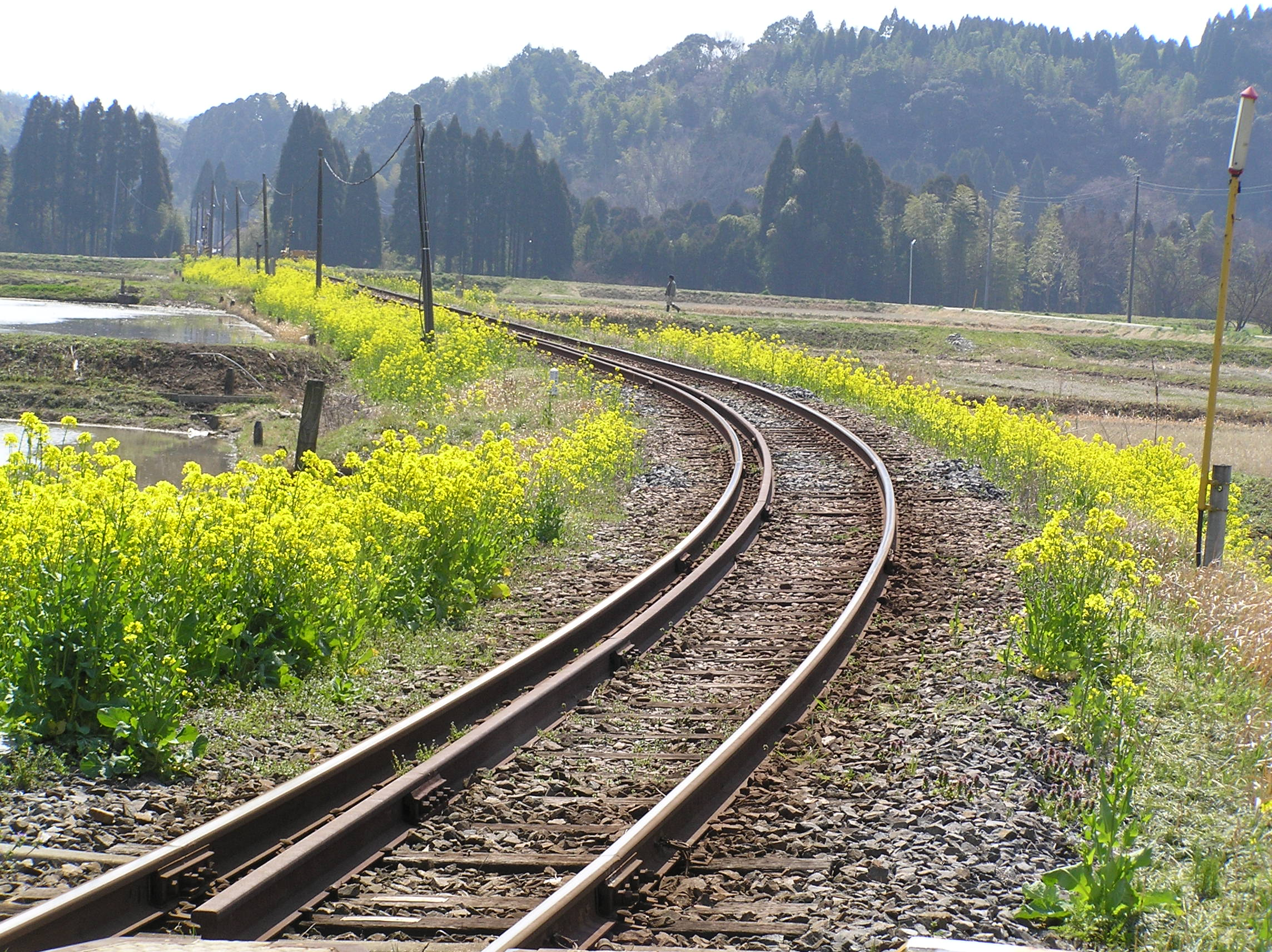
いすみ鉄道（西部田村）
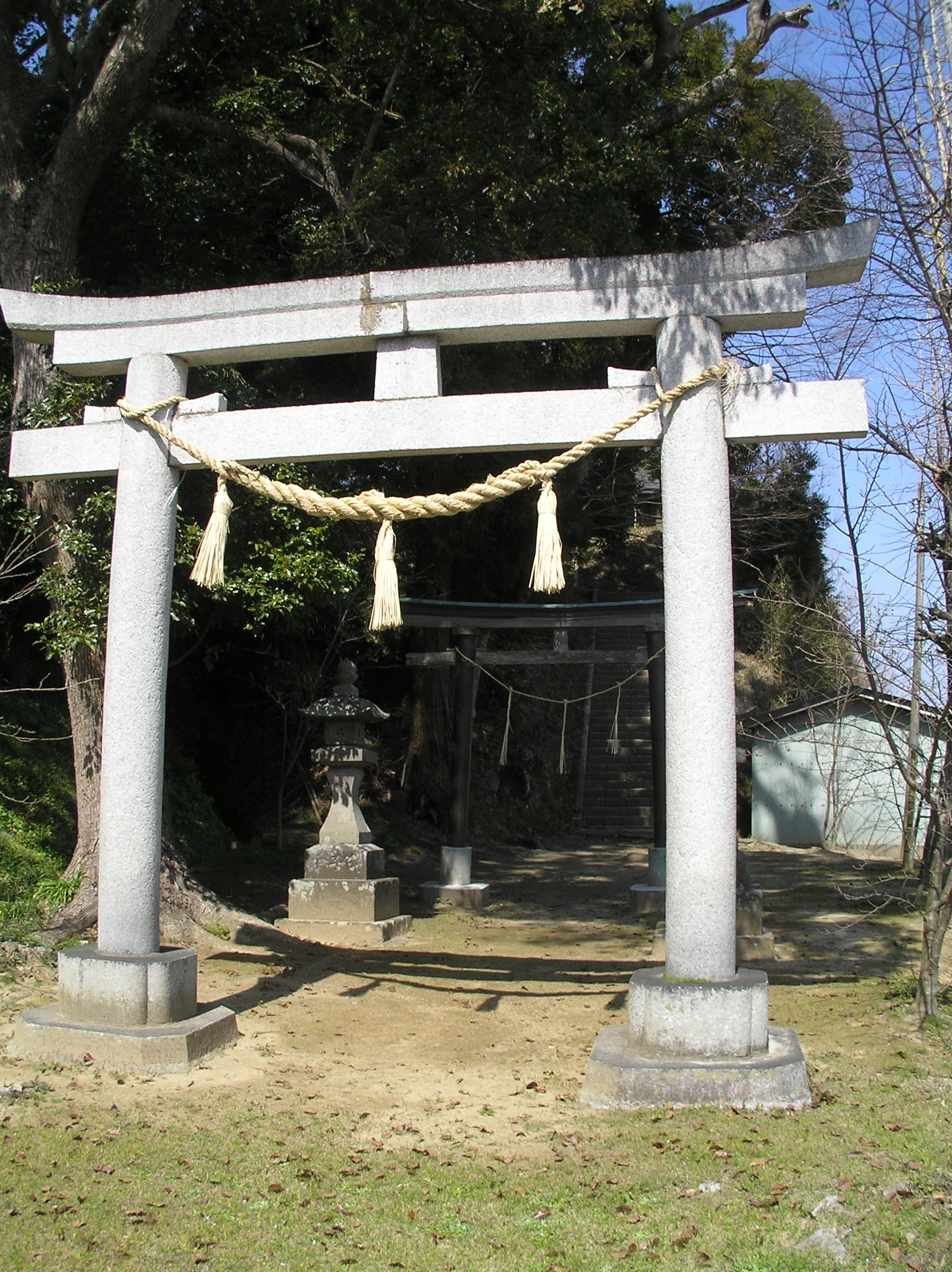
『西部田村事件』に出てくる神社
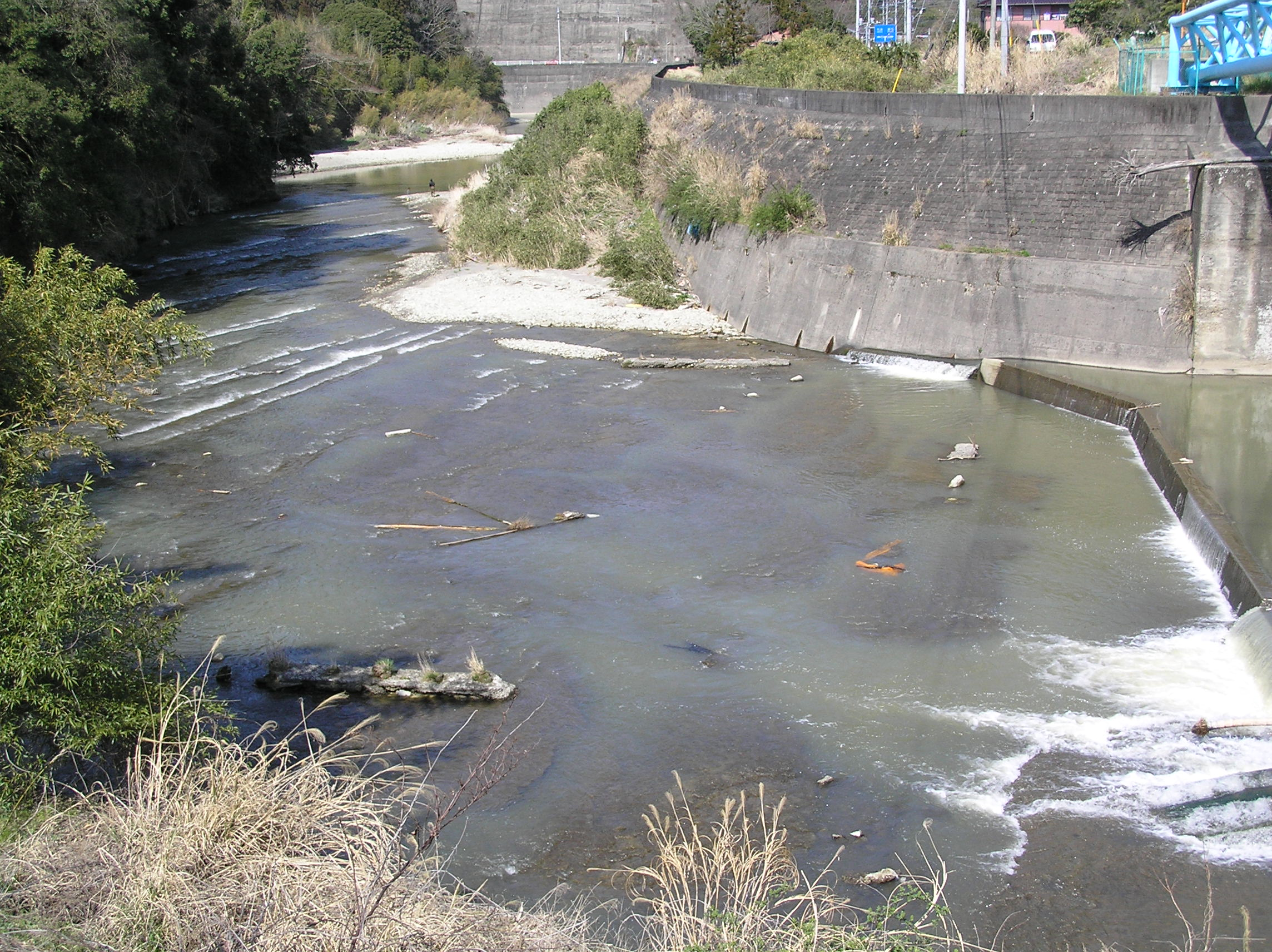
『西部田村事件」で患者が足を杭の穴に落とした蟹取橋下流側。実際に足を落としたのは白土三平である